# 樺山ミナミ
樺山 ミナミ（かばやま みなみ、6月9日 - ）は、日本の女性声優。鹿児島県出身。ワイスプロダクション所属。

## 人物
- 俳協ボイスアクターズスタジオ第44期生[2]。
- 以前は東京俳優生活協同組合に所属していた[2]。その後尾木プロ THE NEXTに移籍[3]。2019年9月末に退所後、フリーの期間を経て、同年12月18日にワイスプロダクションの大阪事務所への所属を発表[4]。
- 特技は奄美島唄・素潜り。
- 趣味は映画・ステージ鑑賞・旅行・柔道・水泳・フィギュア・模型。
- 資格は全商情報処理検定（COBOL）1級・全商簿記検定2級。
- 2017年『フレームアームズ・ガール』迅雷役で初メインキャラクターを演じた。
- 趣味であるプラモデルを頻繁に制作しており、Twitterで公開している完成度の高さから周囲[誰?]からも支持を得ている。

## 出演
太字はメインキャラクター。

### テレビアニメ
2015年
- ミリオンドール（楓）
- 俺物語!!（男子店員B）

2016年
- ファンタシースターオンライン2 ジ アニメーション（瓜坂マユ）
- ナースウィッチ小麦ちゃんR（吉田小太郎）
- ドラえもん（少年B）

2017年
- フレームアームズ・ガール（迅雷）
- サクラクエスト（金田一少年）

2018年
- 中間管理録トネガワ（ウェイトレス）

### 劇場アニメ
- フレームアームズ・ガール〜きゃっきゃうふふなワンダーランド〜（2019年、迅雷）

### ゲーム
- 100％おれんじじゅーす!（2018年、ツィー[8]）
- パチスロ フレームアームズ・ガール（2021年、迅雷）

### 吹き替え
- オレンジ・イズ・ニュー・ブラック（ミス・ローザ〈バーバラ・ローゼンブラット（英語版）〉、マックスウェル）
- 夢のラグジュアリートラベル（ボイスオーバー）

### その他
- パチスロ フレームアームズ・ガール（2021年、迅雷）
- 自主制作特撮映画「オーク」（2023年、人形(声)）

## ディスコグラフィ

### キャラクターソング
| 発売日   | 商品名                                                                               | 歌 | 楽曲                                  | 備考                                                                             |
| 2017年   | 2017年                                                                               | 2017年 | 2017年                                | 2017年                                                                           |
| -------- | ------------------------------------------------------------------------------------ | --- | ------------------------------------- | -------------------------------------------------------------------------------- |
| 6月21日  | フレームアームズ・ガール ミュージック・アルバム 〜轟雷、スティレット、バーゼラルド〜 | FAガールズ | 「FULLSCRATCH LOVE(Version 4)」       | テレビアニメ『フレームアームズ・ガール』エンディングテーマ                       |
| 6月21日  | フレームアームズ・ガール ミュージック・アルバム 〜轟雷、スティレット、バーゼラルド〜 | FAガールズ | 「FULLSCRATCH LOVE(Version 5)」       | テレビアニメ『フレームアームズ・ガール』エンディングテーマ                       |
| 6月28日  | フレームアームズ・ガール ミュージック・アルバム 〜マテリア姉妹、フレズヴェルク〜     | FAガールズ | 「FULLSCRATCH LOVE(Version 7)」       | テレビアニメ『フレームアームズ・ガール』エンディングテーマ                       |
| 6月28日  | フレームアームズ・ガール ミュージック・アルバム 〜マテリア姉妹、フレズヴェルク〜     | FAガールズ | 「FULLSCRATCH LOVE(Version 9)」       | テレビアニメ『フレームアームズ・ガール』エンディングテーマ                       |
| 7月5日   | フレームアームズ・ガール ミュージック・アルバム 〜アーキテクト、迅雷〜               | 轟雷（佳穂成美）、スティレット（綾瀬有）、バーゼラルド（長江里加）、迅雷（樺山ミナミ）、アーキテクト（山村響）、源内あお（日笠陽子） | 「My precious…(TV Version)」          | テレビアニメ『フレームアームズ・ガール』挿入歌                                   |
| 7月5日   | フレームアームズ・ガール ミュージック・アルバム 〜アーキテクト、迅雷〜               | アーキテクト（山村響）、迅雷（樺山ミナミ）                                                                                           | 「GIRL-MIND」                         | テレビアニメ『フレームアームズ・ガール』挿入歌                                   |
| 7月5日   | フレームアームズ・ガール ミュージック・アルバム 〜アーキテクト、迅雷〜               | FAガールズSpecial | 「FULLSCRATCH LOVE(Special Version)」 | テレビアニメ『フレームアームズ・ガール』エンディングテーマ                       |
| 2019年   |                                                                                      | |                                       |                                                                                  |
| 7月24日  | フレームアームズ・ガール〜きゃっきゃうふふなワンダーランド〜 歌のアルバム-熱唱篇-    | 迅雷（樺山ミナミ） | 「満場一致LOVE ENERGY」               | 劇場アニメ『フレームアームズ・ガール〜きゃっきゃうふふなワンダーランド〜』関連曲 |
| 7月24日  | フレームアームズ・ガール〜きゃっきゃうふふなワンダーランド〜 歌のアルバム-熱唱篇-    | 轟雷（佳穂成美）、スティレット（綾瀬有）、バーゼラルド（長江里加）、迅雷（樺山ミナミ）、アーキテクト（山村響）、源内あお（日笠陽子） | 「My Precious…」                      | 劇場アニメ『フレームアームズ・ガール〜きゃっきゃうふふなワンダーランド〜』挿入歌 |
| 7月24日  | フレームアームズ・ガール〜きゃっきゃうふふなワンダーランド〜 歌のアルバム-絶唱篇-    | FAガールズ | 「満場一致LOVE ENERGY」               | 劇場アニメ『フレームアームズ・ガール〜きゃっきゃうふふなワンダーランド〜』挿入歌 |
| 2022年   |                                                                                      | |                                       |                                                                                  |
| 12月21日 | フレームアームズ・ガール キャラクターソング・コレクション                            | 迅雷（樺山ミナミ） | 「武人ノ理」                          | 「パチスロ フレームアームズ・ガール」関連曲                                      |

### ユニットメンバー
1. ↑  迅雷（樺山ミナミ）、轟雷（佳穂成美）、スティレット（綾瀬有）、バーゼラルド（長江里加）、マテリア姉妹（山崎エリイ）
2. ↑  アーキテクト（山村響）、轟雷（佳穂成美）、スティレット（綾瀬有）、バーゼラルド（長江里加）、マテリア姉妹（山崎エリイ）、迅雷（樺山ミナミ）
3. 1 2  フレズヴェルク（阿部里果）、轟雷（佳穂成美）、スティレット（綾瀬有）、バーゼラルド（長江里加）、マテリア姉妹（山崎エリイ）、迅雷（樺山ミナミ）、アーキテクト（山村響）
4. ↑  轟雷（佳穂成美）、スティレット（綾瀬有）、バーゼラルド（長江里加）、マテリア姉妹（山崎エリイ）、迅雷（樺山ミナミ）、アーキテクト（山村響）
5. ↑  轟雷（佳穂成美）、スティレット（綾瀬有）、バーゼラルド（長江里加）、マテリア姉妹（山崎エリイ）、迅雷（樺山ミナミ）、アーキテクト（山村響）、フレズヴェルク（阿部里果）、源内あお（日笠陽子）